# Лучка (притока Сланої)
Лучка (словац. Lúčka) — річка; ліва притока Сланої, протікає в окрузі Рімавська Собота.
Довжина приблизно 7,0-7,5 км. Витік знаходиться в масиві Рімавська улоговина — на висоті приблизно 230 метрів.
Протікає територією сіл Румінце і Ханава.. Впадає в Слану на висоті приблизно 155 метрів.